# Transitività (linguistica)
Transitività e intransitività sono funzioni grammaticali che il verbo, nel caso esprima un'azione o uno stato del soggetto, può assumere in determinati sistemi linguistici. Tradizionalmente, i grammatici hanno indicato nella transitività di un verbo la capacità di far passare l'azione dal soggetto all'oggetto.
Un assunto di base può essere la considerazione che una proposizione costruita intorno ad un verbo transitivo può essere rovesciata nella forma passiva:
- Marco (soggetto) ha scritto (verbo transitivo in forma attiva) una lettera (complemento diretto).

diventa
- Una lettera (soggetto grammaticale) è stata scritta (verbo in forma passiva) da Marco (complemento d'agente, il soggetto logico).

Questo stesso rovesciamento non è possibile con i verbi intransitivi:
- Il cane abbaia.

Come si vede, un verbo usato intransitivamente ha solo un argomento (il soggetto), mentre in proposizioni che usino verbi transitivi possono presentarsene un numero maggiore:
- Claudio (1) apre la porta (2) con la chiave (3).

## Storia
A quanto sembra, già gli stoici distinguevano i verbi da un punto di vista logico, in termini simili a quelli oggi correnti quando si distinguono verbi transitivi e intransitivi. Essi, però, si riferivano probabilmente all'intera frase contenente il verbo transitivo o intransitivo piuttosto che al solo verbo. La riflessione stoica sul linguaggio riprendeva quella di Aristotele, coltivata anche dai primi peripatetici. Questa tradizione fu in seguito sviluppata dai filologi alessandrini nella loro descrizione della lingua greca e poi ereditata dai grammatici latini.

## Proprietà semantica
Si potrebbe a prima vista ritenere che l'intransitività o la transitività siano proprietà immutabili di ciascun verbo, caratterizzandosi come proprietà semantica. È stata anzi questa la tendenza della grammatica tradizionale, fondata spesso sulla propensione a costruire un armamentario concettuale per la linguistica fondato sul significato. La distinzione tra transitività e intransitività, pur avendo un buon valore descrittivo, è poco scientifica. Di fatto, l'una e l'altra vengono rivelate in base al contesto, in particolare in base alle caratteristiche del predicato verbale.
Nello specifico, transitività e intransitività di un verbo, intese tradizionalmente, sono proprietà di un verbo che attengono alla sua non disposizione a reggere un oggetto. L'intransitività sarebbe dunque appannaggio dei verbi che non contemplano un oggetto o demandano il compito della reggenza dell'oggetto (di solito ad una preposizione). In sostanza, le nozioni di transitività e intransitività si fondano sulla nozione di complemento oggetto, inteso come persona o cosa su cui si trasferisce l'azione del soggetto. Così abbiamo:
- Luigi picchia Mario

in cui l'azione del soggetto "Luigi" si trasferisce all'oggetto "Mario" per il tramite del verbo. Il trasferimento avviene senza l'uso di preposizioni, per cui "Mario" risulta in questo caso un complemento diretto.
Di fatto, la nozione di "trasferimento dell'azione", propria della connessione tra verbi transitivi e intransitivi, da un lato, e complementi oggetto, dall'altro è un "concetto ingenuo", come si comprende considerando alcuni usi:
- Tutti i verbi transitivi possono essere usati in senso assoluto (o intransitivo):
  - Giovanni vi scrive.
  - Alfio legge.

- Molti verbi intransitivi descrivono un'azione che di fatto "passa" all'oggetto (come accade con i verbi transitivi) o che comunque risulta chiara solo in presenza di un oggetto:
  - Rinuncio a quest'idea
  - Le mie opere giovano anche a te
  - Mi piace giocare a calcio.

Tali verbi sono detti "transitivi indiretti": sono verbi intransitivi particolarmente bisognosi di un oggetto su cui far passare l'azione (il che avviene attraverso un complemento indiretto).
- Molti verbi intransitivi possono, a volte, reggere un complemento oggetto interno e diventare transitivi:
  - Giocare un gioco
  - Correre una corsa campestre

questo particolare complemento oggetto è rappresentato da un nome con la stessa radice del verbo.
Lo stesso avviene quando il complemento oggetto è legato proprio a quel verbo in modo inequivocabile:
- Vivere una vita felice
- Piangere lacrime amare
- Dormire il sonno del giusto
- Giocare una mano a briscola

Il complemento risulta in questi casi "strettamente collegato al verbo sul piano semantico".
- I verbi intransitivi possono essere usati in senso transitivo:
  - Quel tipo mi abbaia un rimprovero.
  - Questo stress ti invecchierà il volto.

- In generale, è possibile che un verbo sia transitivo oppure intransitivo a seconda del significato con cui lo si usa:
  - Quell'investimento lo rovinò. Qui "rovinare" significa 'danneggiare gravemente'.
  - La slavina rovinò sulla capanna. Qui "rovinare" significa 'cadere crollando'.
- Ancora, è possibile che un verbo assuma un diverso significato a seconda che venga costruito con un complemento diretto o indiretto:
  - Stiamo cercando di assistere il sig. Rossi. Qui "assistere" sta per 'prestare soccorso'.
  - Stiamo cercando di assistere alla recita che vede Marco protagonista. Qui "assistere" sta per 'essere presente come spettatore'.

Un altro tipico esempio è quello del verbo "credere":
- Di tante belle parole Renzo non ne credette una. ("credere qualcosa" significa "dare qualcosa per vero")
- Credere a qualcuno significa "prestare fede a qualcuno".

- La proprietà transitiva o intransitiva di un verbo è anche legata agli usi dei secoli passati[11], come nei seguenti esempi dall'italiano:
  - Somiglia un Apollo quel giovine...[12]
  - il rubarono.[13]

Ma si vedano anche le seguenti frasi:
- Giovanni ha fatto il bravo.

in cui "il bravo" non risulta essere un complemento oggetto tradizionalmente inteso, per cui dovrebbe essere allo stesso titolo possibile una frase come:
- Il bravo è stato fatto da Giovanni.

La linguistica moderna propende insomma per un drastico abbandono dell'opposizione transitività/intransitività intesa come proprietà semantica di ciascun verbo, accettando una catalogazione meramente descrittiva in vece di una catalogazione per forza di cose imprecisa. Se, dunque, generalmente sono considerati transitivi quei verbi che possono sempre essere resi in forma passiva, tale distinzione è stata superata dalla teoria della valenza verbale di Lucien Tesnière, il quale ha avanzato esempi in cui anche altri tipi di oggetto possono essere considerati come espansioni verbali. Ecco alcuni esempi:
- Luigi si ricorda di Maria.

"di Maria" è considerato come oggetto preposizionale, in quanto espansione necessaria del verbo. Si confronti il tedesco:
- - Ich verfüge über ein Auto.
- Do un libro a Mario.

"a Mario" è considerato come oggetto indiretto. Si pensi al tedesco:
- - Ich helfe dem Lehrer.
- Vado a casa.

"a casa" è un'espansione di tipo spaziale; è necessaria per esplicitare il significato del verbo.

## Verbi transitivi e intransitivi con cambio di verbo ausiliare
Anche la lingua italiana possiede delle peculiarità sintattiche in materia di accordo fra oggetto e verbo (il diverso rapporto ne determina esplicitamente la transitività o l'intransitività) e fra ausiliare e particolarità del verbo (il suo essere transitivo o intransitivo). Questo a volte è un argine insidioso quando si tratta di apprendere la lingua italiana in qualità di straniero.
La linguistica moderna nelle sue forme (sincronica e diacronica) ha accettato ormai, di fatto, la natura puramente contingente e insieme arbitraria delle regole anche grammaticali in una frase
Si osservi ad esempio l'utilizzo multifunzionale del verbo italiano vivere, che può essere usato sia transitivamente sia intransitivamente.
- Sono vissuto a Milano per venti anni prima di trasferirmi a Londra.
- Ho vissuto una vita avventurosa prima di andare in pensione.

Nel primo caso la funzione del verbo "vivere" (qui intransitiva) richiede l'ausiliare "essere", segue un complemento indiretto introdotto dalla preposizione "a", che ne chiarisce il carattere, intransitivo appunto.
Nel secondo esempio è invece transitivo: richiede l'ausiliare "avere"(che fornisce un diverso carattere) e non è più seguito da un complemento indiretto (con preposizione); quello che segue è invece un complemento oggetto interno.

## Ergatività
Nelle cosiddette "lingue ergative" non avremo una distinzione tra transitivo e intransitivo, ma tra i casi "ergativo" e "assolutivo". In queste lingue, il soggetto di un verbo transitivo dotato di complemento oggetto, che abbia quindi il valore semantico di agente, sarà marcato dal caso ergativo, mentre il paziente, o oggetto dell'azione, sarà nel caso assolutivo.
I soggetti di verbi intransitivi, caratterizzati perciò come pazienti, saranno nel caso assolutivo. Una lingua ergativa avrà perciò:
- Marco (ergativo) mangia una mela (assolutivo).
- Marco (assolutivo) cade.

L'unica lingua ergativa in Europa è il basco, una lingua isolata. Si notino gli esempi seguenti:
- Gizona etorri da. (L'uomo è arrivato)
- Gizonak mutila ikusi du. (L'uomo ha visto il ragazzo)

In basco gizon è "uomo", mutil è "ragazzo", e il suffisso -a indica la forma dell'articolo definito. Si noti che gizon varia a seconda che sia soggetto di un verbo transitivo o intransitivo. La prima forma è nel caso assolutivo (morfema zero) e la seconda è in ergativo (desinenza in -k).